# Костянтин Соколовський
Соколовський Кіндрат (чернече ім'я — Костянтин; *близько 1725, Богодухів — †після 1785) — український релігійний та освітній діяч в добу Гетьманщини, ректор Смоленської духовної семінарії, архімандрит монастирів на Московщині.

## Біографія
Походив із міщанської сім'ї.
Вчився у Києво-Могилянській академії. У 1748/1749 навчальному році, ще студентом богослов'я, викладав у класі фари (аналогії). У 1749 році одержав атестат за підписом ректора КМА С. Ляскоронського i префекта Г. Кониського, де зазначалося, що Соколовський навчав студентів наукам i різним чеснотам, i не лише словесними переконаннями, але й прикладом особистого добродійного життя.
У жовтні 1749 році примусово емігрує на Московщину де працює в Смоленській духовній семінарії викладачем у граматичних класах, з 1755 році він — професор філософії. Залишився його філософський курс «Philosophia juxta sectatores Aristotelicos ex consuetis ad dictandum et explicandum instituta…» («Філософія Арістотелевими послідовниками, як завжди, задиктовуванням i пояснюванням викладена…»), який він читав у 1755/1756навчальному році. Курс містить іфіку (філософію моральну), фізику та метафізику. У 1760—1763 роках — професор богослов'я.
У 1764—1773 роках — архімандрит Торопецького Троїцького Небіна монастиря Псковської єпархії Відомства православного сповідання Російської імперії, у 1773 році — архімандрит Смоленського Троїцького монастиря, у 1775 році — архімандрит Смоленського Аврааміївського монастиря, у 1778—1785 роках — ректор Смоленської семінарії.